# Simon Dahl Thaulow
Simon Dahl Thaulow är en dansk amatörskådespelare som debuterade som 19-åring i filmen Unge Andersen, en dansk-svensk-norsk filmatisering av den unge författaren H.C. Andersens liv, som sändes i samband med H.C. Andersen-jubileet 2005. Filmen fick ett tämligen ljumt mottagande.